# Tagetes tenuifolia
Tagetes tenuifolia, чорнобривці тонколисті, чорнобривці золотисті або чорнобривці лимонні — вид диких чорнобривців родини айстрових. Він широко поширений на більшій частині Мексики, а також у Центральній Америці, Колумбії та Перу.
Tagetes tenuifolia — однорічна трав'яниста рослина, висота іноді досягає 50 см. Листя менш як 3 см довжини, глибоко розділене на безліч дрібних частин. Рослина продукує багато маленьких яскраво-жовтих квіткових головок у масиві з плоскою вершиною, кожна головка з п'ятьма променями та 7–9 дисковими квітками.

## Використання

### Кулінарія
Їстівні квіти рослини можна використовувати як гарнір через їх лимонний смак.

### Садівництво
Чорнобривці вважаються одними з найпростіших у вирощуванні рослин. Вони дуже витривалі, можуть витримувати невеликі заморозки. Рослині добре підходить переважно сонячне місце з досить дренованим ґрунтом. Надто родючий ґрунт може призвести до того, що рослини стануть кущистими та дають менше квітів. Чорнобривці бувають різних кольорів, але переважно жовті та помаранчеві, цвітуть в середині літа. Їх можна висаджувати, коли зникне загроза заморозків. Їх можна придбати в більшості розплідників, а насіння можна легко придбати в магазинах. Їх часто використовують як рослину-компаньйон через їх властивості відлякувати комах.

### Інше
Деякі види Tagetes мають характерний запах, який відлякує комах, таких як комарі, дрібні тварини та дрібніші комахи, що риють. Однією з таких є Tagetes tenuifolia, яку часто висаджують біля невеликих струмків або вологих місць, щоб відлякувати комах, особливо комарів. Було також виявлено, що Tagetes tenuifolia містить тіофен, який є біоцидною сполукою, яка діє як природний пестицид для боротьби з нематодами в полі.

### Народна медицина
Традиційно в Мексиці рослини відварювали та використовували для лікування укусів змій, а в Перу листя використовували як ліки проти синців. Tagetes tenuifolia також може бути використаний для лікування шлункового грипу від нетравлення, запору, діареї у немовлят.